# Parallèles
Pour les articles homonymes, voir Parallèle.
Parallèles est une œuvre d'art contemporain localisé dans la cour extérieure de l’Hôtel du Département à Nantes.
L'œuvre est une route décollant du sol et formant des méandres.